# Penny Plunderer
Penny Plunderer (vero nome: Joe Coyne) è un personaggio dell'universo fumettistico della DC Comics, principalmente conosciuto come avversario di Batman. Ha fatto la sua prima comparsa nel 1947, sul numero 30 di World's Finest Comics.

## Biografia del personaggio
Ragazzo di umili origini, Joe Coyne vive alla giornata, vendendo giornali per le strade di Gotham City per un penny ciascuno. Perde poi il suo lavoro, perché sorpreso dal suo superiore a rubare monetine nell'ufficio. Inizia così la sua carriera criminale: il suo primo reato è il furto di un registratore di cassa, che si rivela però pieno solo di monete da 1 penny.

Dopo questa serie di fallimenti, Coyne decide di appropriarsi del simbolo della sua sfortuna e di diventare un gangster con lo pseudonimo di Penny Plunderer. Si specializza in crimini che hanno a che fare con le monete, un elemento ricorrente anche nel suo arsenale e nei suoi stratagemmi.

Dopo il suo ultimo, rocambolesco scontro con Batman, nel quale tenta anche di uccidere il supereroe con un penny gigante, viene catturato e condannato alla sedia elettrica.

Dato per morto, il personaggio è però ricomparso in un cameo nella miniserie Scarecrow/Two Face: Year One del 2007, solo per morire di nuovo, colpito durante una sparatoria fra Batman e Due Facce.

## Il penny gigante
Nonostante il personaggio di Penny Plunderer abbia avuto vita breve, la moneta gigante con la quale ha cercato di uccidere il Cavaliere Oscuro è diventata una presenza fissa nella Batcaverna. Tuttavia, con un'operazione di retrocontinuity, la DC Comics ha cambiato le origini dell'enorme penny, facendolo risalire a uno scontro con Due Facce.